# Apollo 12
Apollo 12 (angleško Apolon 12) je bila šesta vesoljska odprava s človeško posadko v Nasinem Programu Apollo in druga, ki je pristala na Luni. Poveljnik odprave je bil Charles »Pete« Conrad. Izstrelitev se je zgodila 14. novembra 1969, štiri mesece po Apollu 11. Conrad in Alan LaVern Bean sta izvedla ravno malo več kot en dan in sedem ur Lunarnih aktivnosti, pilot Lunarnega modula Richard Francis Gordon mlajši pa je ostal na Luninem tiru. Mesto pristanka je bilo v Morju neviht (Oceanus Procellarum). Bistveni nalogi odprave sta bili bolj natančno mesto pristanka (Apollo 11 je ni dosegel) in obisk modula Surveyor 3, oziroma pridobitev dela le-tega za analizo. Odprava se je končala 24. novembra. 

## Posadka
Številka v oklepaju predstavlja število vesoljskih poletov vključno s tem za vsakega člana posadke.
- Charles Conrad (3), poveljnik odprave (CDR)
- Richard Francis Gordon mlajši (2), pilot Komandnega modula (CMP)
- Alan LaVern Bean (1), pilot Lunarnega modula (LMP)

### Nadomestna posadka
- David Randolph Scott, poveljnik odprave
- Alfred Merrill Worden, pilot Komandnega modula
- James Benson Irwin, pilot Lunarnega modula

(Nadomestna posadka je v isti sestavi kasneje letela v Apollu 15.)

### Pomožna posadka
- Gerald Paul Carr
- Edward George Gibson
- Paul Joseph Weitz

### Nadzorniki poleta
- Gerald D. Griffin, zlata ekipa
- Pete Frank, oranžna ekipa
- Cliff Charlesworth, zelena ekipa
- Milton Windler, kostanjeva ekipa